# نقابة المحامين في ليون
نقابة المحامين في ليون هي منظمة مهنية للمحامين أعيد تأسيسها في عام 1810.

## تاريخ
في يونيو 197، كانت نقابة المحامين في ليون هي الأولى في فرنسا التي أسست دارًا للمحامين. كان مقرها لأول مرة في محكمة ليون [الإنجليزية]، ثم انتقلت في عام 1979 إلى مبنى في شارع سان جان.
حاليًا، تقع دار المحامين في شارع دي كريكي [الإنجليزية] (بالقرب من محكمة ليون الجديدة، ويضم المبنى القديم متحف المنمنمات والسينما.